# Добросердов Костянтин Леонідович
Костянтин Леонідович Добросе́рдов (24 жовтня 1891 , Москва  — 31 березня 1949 , Москва ) — радянський військовий діяч, член Військової ради НКО СРСР, генерал-майор (04.06.1940). Депутат Верховної Ради УРСР 1-го скликання.

## Біографія
Народився 24 жовтня 1891 року в родині службовця в Москві. Здобув початкову освіту.
У 1914 році був призваний до лав російської імператорської армії і направлений на навчання в Московську школу прапорщиків, після закінчення якої у 1915 році призначений на посаду командира роти і у чині поручика брав участь у бойових діях на Західному фронті.
У січні 1919 року призваний до лав Червоної армії і призначений на посаду командира роти у складі 3-го запасного стрілецького батальйону, з лютого 1920 року служив на посадах командира цього батальйону, командира батальйонів у складі 5-го і 14-го стрілецьких полків, а у серпні 1920 року призначений на посаду командира полку у складі 2-ї та 1-ї бригад (2-га Донська стрілецька дивізія). Брав участь у бойових діях у ході ліквідації десанту під командуванням полковника Назарова на території Донської області, Улагаєвського десанту в районі станиці Ольгинська, у наступальних бойових діях проти військ під командуванням генерала Врангеля на північному узбережжі Азовського моря та на маріупольському та мелітопольському напрямках, а потім — проти збройних формувань під командуванням Нестора Махна на території Таврійської і Катеринославської губерній.
У липні 1922 року призначений на посаду командира окремого караульного батальйону, в жовтні 1922 року — на посаду начальника дивізійної навчальної школи 9-ї Донської стрілецької дивізії, в лютому 1923 року — на посаду помічника командира 25-го стрілецького полку у складі цієї дивізії, а у жовтні 1923 року — на посаду командира 64-го стрілецького полку 22-ї стрілецької дивізії Північно-Кавказького військового округу. У серпні 1924 року направлений на навчання на Стрілецько-тактичні курси «Постріл», після закінчення яких з 1925 року служив на посадах командира 64-го та 65-го стрілецьких полків 22-ї стрілецької дивізії.
Після закінчення курсів удосконалення вищого начальницького складу при Військовій академії імені Фрунзе у лютому 1931 року призначений на посаду помічника командира 37-ї стрілецької дивізії, в лютому 1937 року — на посаду командира 52-ї стрілецької дивізії, а 15 лютого 1938 року — на посаду командира 7-го стрілецького корпусу (Одеський військовий округ).
26 червня 1938 року обраний депутатом Верховної Ради УРСР 1-го скликання по Амур-Нижнє-Дніпровській виборчій окрузі № 201 Дніпропетровської області.
У 1941 році закінчив курси удосконалення командного складу при Військовій академії імені Ворошилова.
З початком війни 24 червня 1941 року корпус під командуванням Добросердова був включений до складу Південного фронту, а в кінці червня — до складу Південно-Західного фронту, після чого брав участь у бойових діях в районі міст Славута і Ізяслав, а потім відступав у напрямку на Київ. З 2 серпня 1941 Добросердов перебував у розпорядженні командувача військ Південно-Західного фронту і в тому ж місяці призначений на посаду начальника штабу 37-ї армії, у складі якої незабаром брав участь у бойових діях у ході Київської оборонної операції, під час якої після відходу на лівий берег Дніпра в районі міст Бровари та Бориспіль армія потрапила в оточення, проте продовжила оборонятися. 14 жовтня 1941 року група офіцерів штабу армії на чолі з Добросердовим була блокована німецькими військами при спробі прорватися з оточення і після бою захоплена у полон. Добросердов був направлений до табору військовополонених у Володимирі-Волинському, незабаром переведений у концентраційний табір Хахінштейн, а в 1944 році — у фортецю Вайсенбург. 27 квітня 1945 року Добросердов був звільнений американськими військами і 22 травня відправлений у Париж в розпорядження Радянської військової місії у справах репатріації, через яку направлений до Москви.
Після закінчення війни Добросердов, після проходження спецперевірки в НКВС, 28 жовтня відновлений в кадрах Радянської армії з відновленням у військовому званні і незабаром був направлений на навчання на вищі академічні курси при Вищій військовій академії імені Ворошилова, після закінчення яких з січня 1947 року перебував у розпорядженні Управління кадрів Сухопутних військ і в червні 1947 року був призначений на посаду начальника військової кафедри Московського поліграфічного інституту, у грудні 1947 року — на посаду начальника військової кафедри Державного центрального інституту фізичної культури, а в лютому 1948 року — на посаду начальника військової кафедри Московського юридичного інституту.
Помер 31 березня 1949 року в Москві. Похований на Даниловському кладовищі.

## Військові звання
- комдив (березень 1938);
- генерал-майор (4 червня 1940).

## Нагороди
- орден Леніна (1946)
- два ордени Червоного Прапора (1937, 1946)
- медалі